# Lijst van Tweede Kamerleden voor de Oud- of Vrije Liberalen
Een overzicht van alle voormalige Oud- of Vrije Liberalen Tweede Kamerleden eind negentiende, begin twintigste eeuw.
| Tweede Kamerlid              | Begindatum        | Einddatum         |
| ---------------------------- | ----------------- | ----------------- |
| W.H. de Beaufort (1844-1900) | 16 mei 1894       | 20 september 1897 |
| W.H. de Beaufort (1844-1900) | 13 december 1898  | 17 april 1900     |
| W.H. de Beaufort (1845-1918) | 16 mei 1894       | 26 juli 1897      |
| W.H. de Beaufort (1845-1918) | 19 september 1905 | 20 september 1909 |
| C.F.J. Blooker               | 19 september 1905 | 20 september 1909 |
| H.J. Bool                    | 16 mei 1894       | 20 september 1897 |
| A.W. van Borssele            | 16 mei 1894       | 20 september 1897 |
| C.J.E. van Bylandt           | 16 mei 1894       | 16 september 1901 |
| J.F.W. Conrad                | 16 mei 1894       | 11 augustus 1902  |
| A. van Delden                | 16 mei 1894       | 20 september 1897 |
| A. van Delden                | 1 maart 1898      | 7 november 1898   |
| P. van Foreest               | 12 mei 1903       | 20 september 1909 |
| W.J. Geertsema               | 13 oktober 1897   | 16 september 1901 |
| J. van Gennep                | 16 mei 1894       | 6 april 1897      |
| J.G. Gleichman               | 16 mei 1894       | 8 juni 1901       |
| G.J. Goekoop                 | 16 mei 1894       | 20 december 1904  |
| H.F. Groen van Waarder       | 21 september 1897 | 16 september 1901 |
| H.D. Guyot                   | 16 mei 1894       | 20 september 1897 |
| P.Ch.J. Hennequin            | 16 mei 1894       | 20 september 1909 |
| G.H. Hintzen                 | 16 mei 1894       | 23 december 1897  |
| A.P.C. van Karnebeek         | 16 mei 1894       | 20 september 1909 |
| R.P. Mees R.Azn.             | 16 mei 1894       | 20 september 1897 |
| R.P. Mees R.Azn.             | 1 maart 1898      | 18 september 1905 |
| A. Plate                     | 16 mei 1894       | 20 september 1897 |
| A. Plate                     | 19 september 1905 | 20 september 1909 |
| J. Röell                     | 17 september 1901 | 20 september 1909 |
| J.W.H. Rutgers van Rozenburg | 16 mei 1894       | 20 september 1897 |
| F.W. van Styrum              | 31 mei 1900       | 20 september 1909 |
| Meinard Tydeman              | 16 mei 1894       | 20 september 1909 |
| W.A. Viruly Verbrugge        | 16 mei 1894       | 20 september 1897 |
| W. van der Vlugt             | 9 december 1902   | 17 september 1906 |